# Никола Попов (икономист)
Вижте пояснителната страница за други личности с името Никола Попов.
Никола Григоров Попов е български икономист, академик на БАН и ректор на Софийския университет (1989 – 1991).

## Биография
Роден е на 8 януари 1922 г. в с. Филиповци, Пернишко в семейството на миньор. Учи в Трънската гимназия и III Мъжка гимназия (София). Като ученик е приет в РМС (1938).
Участва в Съпротивителното движение по време на Втората световна война. Като организатор на нелегални групи е осъден на 15 години затвор по ЗЗД. Присъдата изтърпява в Софийския централен затвор, Скопския и Горноджумайския затвор. Успява да избяга по време на работа в кариерата на мина „Брежани“. Партизанин в Горноджумайския партизански отред „Никола Калъпчиев“ с нелегално име Алеко (1943).
Завършва икономика на агрономството в Софийския университет и постъпва на преподавателска работа като асистент в Юридическия факултет на Софийския университет (1948). Специализира в Москва като аспирант в Икономическия факултет на Тимирязевската академия. Доцент (1955) и професор (1965).
Заместник-ректор на Софийския университет (1961 – 1966) и ректор (1989 – 1991). Академик на БАН от 1989 г.
Автор е на множество научни трудове сред които „Китайското икономическо чудо“, „Световното стопанство се прекроява“, „Капиталът срещу капитализма“ и др.
Почетен член на Българска камара за образование, наука и култура. Почетен гражданин на Перник. Награден е с Орден „Стара планина“ I ст. „за излючителния му принос за развитието и съхраняването на българската наука и висше образование, за активната му научна, преподавателска и обществена дейност“ (2002).